# Nosferatu (película de 2024)
Nosferatu es una película de terror gótico checo-estadounidense, escrita y dirigida por Robert Eggers, producida por Chris Columbus y Eleanor Columbus, y coproducida por Maiden Voyage Pictures, Studio 8 y Birch Hill Road Entertainment. Protagonizada por Nicholas Hoult, Lily-Rose Depp, Aaron Taylor-Johnson, Emma Corrin, Willem Dafoe y Bill Skarsgård como el vampiro titular. Con una duración de 2 horas y 12 minutos, cuenta la historia de obsesión entre una joven, Ellen Hutter y su esposo, Thomas Hutter y el vampiro que la acecha, el Conde Orlok. Es la nueva versión (reimaginación) del largometraje expresionista clásico mudo Nosferatu, eine Symphonie des Grauens (1922), que a su vez, es una adaptación de la novela Drácula de Bram Stoker (1897).
El rodaje tuvo lugar principalmente en los Barrandov Studios de Praga, entre los meses de febrero y mayo de 2023, con localizaciones que incluyen el Castillo de Hunyad en Transilvania, Rumanía, el Castillo de Pernštejn, Rožmitál pod Třemšínem y el complejo Invalidovna en República Checa y en la ciudad alemana de Lübeck.
La película se estrenó el 25 de diciembre de 2024 por Focus Features a nivel nacional en España y Universal Pictures a nivel internacional.

## Sinopsis
Nosferatu es una historia gótica de obsesión entre una joven atormentada y el aterrador vampiro enamorado de ella, causando un horror indescriptible a su paso. Robert Eggers

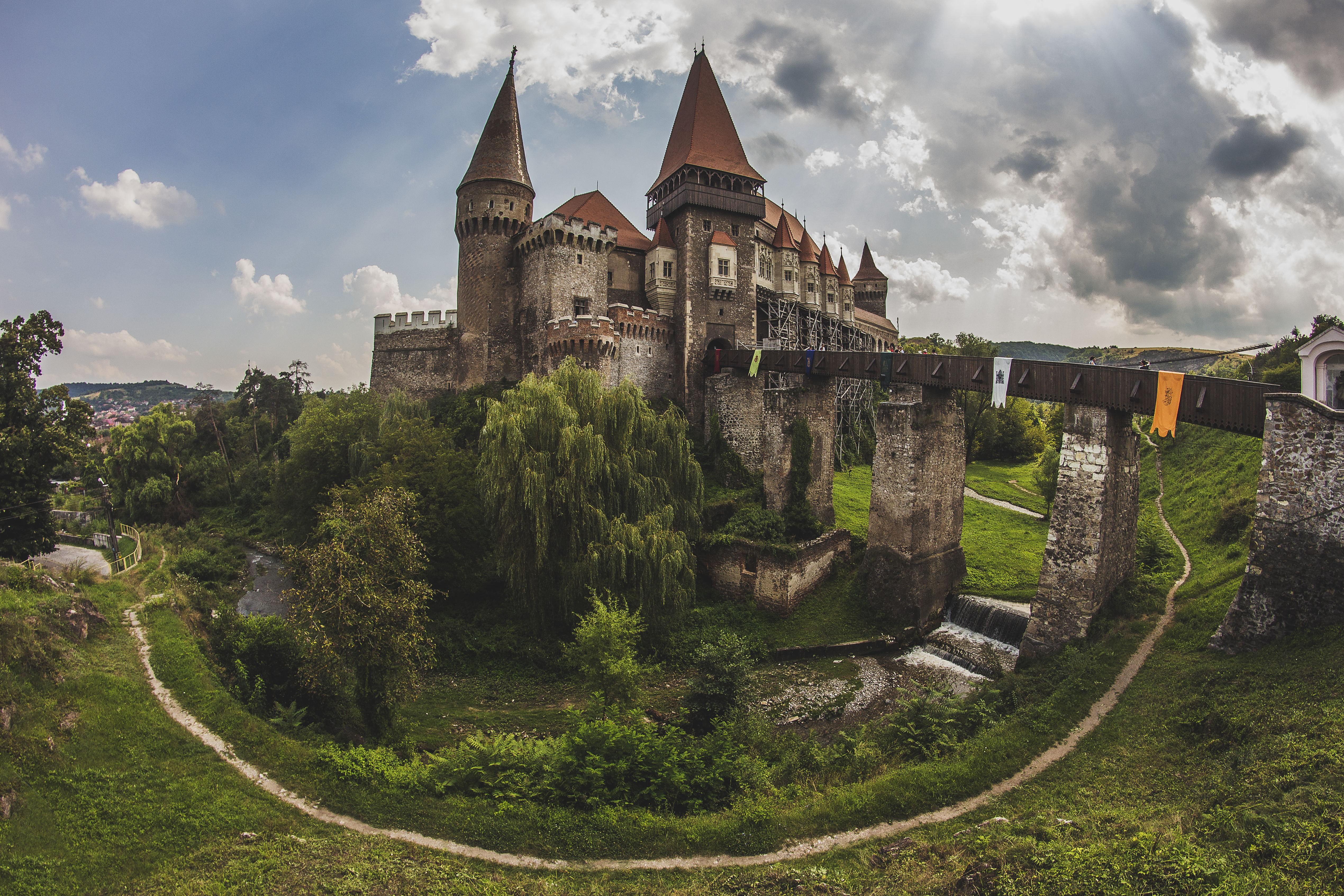
El castillo de Hunyad o castillo de Corvin, ubicado en Transilvania, se utiliza como el Castillo de Orlok en la película.

Nosferatu se ubica en la Alemania de 1838 y sigue la historia de Thomas Hutter y su mujer Ellen, una pareja que vive feliz en la ciudad de Wisborg. Hutter trabaja para Heer Knock, un agente inmobiliario que lo envía a las montañas de Transilvania, en los Montes Cárpatos, para ultimar la venta de una finca con el Conde Orlok. Tras un complicado y siniestro viaje lleno de escalofriantes experiencias para cerrar el lucrativo negocio, Hutter, tras ser recibido por el anfitrión solícito y hospitalario de Orlok, se descubre la marca de unos colmillos en su pecho y pronto comprenderá que el Conde es en realidad un vampiro.

## Argumento
A principios del siglo XIX, una joven llamada Ellen le ruega a un ser sobrenatural que alivie su soledad. Sus gritos despiertan a una criatura misteriosa que la obliga a comprometerse con él eternamente.
En 1838, Ellen se ha casado con Thomas Hutter y la pareja vive en la ciudad alemana de Wisburg. Thomas acepta una lucrativa comisión de su empleador, Herr Knock, para vender la decrépita mansión Grünewald al solitario conde Orlok. Ellen, perturbada por un placentero sueño de casarse con la Muerte , le ruega a Thomas que se quede, sin éxito. Él la deja al cuidado de su rico amigo Friedrich Harding y su esposa Anna, junto con sus dos hijas pequeñas Clara y Louise.
Al llegar a los Cárpatos en Transilvania , Thomas se encuentra rodeado por los campesinos locales y aparentemente es rechazado por asociarse con Orlok. Se las arregla para conseguir una noche en la posada pagando el doble de la tarifa y una anciana le advierte que no visite Orlok. Esa noche, es testigo de un grupo de gitanos exhumando y empalando el cadáver de un supuesto vampiro con una estaca. A la mañana siguiente, encuentra el pueblo desierto y su caballo desaparecido. Continúa a pie hasta que un carruaje no tripulado lo lleva al castillo de Orlok.
Tras su encuentro, el extraño y amenazante Orlok obliga a Thomas a completar la venta de la propiedad. Orlok demuestra habilidades sobrenaturales que inquietan a Thomas. Cuando accidentalmente se corta durante la cena, se desmaya y despierta para encontrar una marca de mordedura en su pecho. La noche siguiente, Orlok exige el relicario de Thomas, que contiene un mechón de cabello de Ellen, y no se lo devuelve. Luego obliga a Thomas a firmar un documento escrito en escritura oculta, que Orlok insinúa que es el contrato para la venta de la mansión. Thomas, cada vez más enfermo y temeroso, exige irse, pero Orlok lo rechaza y le exige que se quede y se recupere antes de irse. Después de despertar y encontrar aún más marcas de mordeduras en su pecho, Thomas intenta escapar del castillo y, en cambio, termina en una cripta donde encuentra al Conde dormido en un ataúd, su cuerpo desnudo y descompuesto. Lo ataca con un pico , pero Orlok despierta y persigue a Thomas. Thomas escapa de Orlok y sus lobos al caer en un río debajo del castillo, del cual es rescatado y cuidado por monjas ortodoxas orientales en una iglesia cercana. Explican que Orlok era un estudiante de la Escolomancia , que se convirtió en vampiro después de hacer un pacto con un demonio. Mientras tanto, Orlok zarpa hacia Wisburg dentro de su ataúd en un barco con ratas portadoras de peste , matando a la tripulación durante el viaje.
El Dr. Wilhelm Sievers, incapaz de tratar el sonambulismo y las convulsiones frecuentes de Ellen, consulta con su antiguo mentor, Albin Eberhart von Franz, un científico suizo condenado al ostracismo por sus creencias ocultistas. Von Franz cree que Ellen está bajo el hechizo de un vampiro demoníaco portador de plaga llamado Nosferatu. Knock es internado en una institución después de matar y comer ovejas crudas. Sievers y von Franz registran la oficina de Knock, creyendo que sirve a los Nosferatu, y descubren que es Orlok.
Thomas regresa a Wisburg mientras la plaga de Orlok asola a la población. Knock escapa, mata a un portero y escolta a Orlok a la mansión Grünewald. Orlok se aparece a Ellen y confiesa que, si bien es incapaz de amar, su promesa ha entrelazado sus destinos y ha hecho que su deseo de poseerla sea insaciable. Se revela que el documento que engañó a Thomas para que firmara anula el matrimonio de los Hutter. Sabiendo que su vínculo con Ellen no se puede mantener por la fuerza, Orlok dice que debe someterse voluntariamente a él dentro de tres noches, de lo contrario matará a Thomas y permitirá que la plaga consuma Wisburg. Más tarde, Ellen tiene relaciones sexuales con Thomas después de confesar su pasado con Orlok. Orlok toma represalias matando a Anna y sus hijos. Enloquecido por el dolor, Friedrich muere a causa de la plaga mientras viola el cadáver de su esposa.
La investigación de von Franz sugiere que los Nosferatu pueden ser destruidos por el sacrificio voluntario de una doncella. Sabiendo que solo ella puede detener la plaga, Ellen conspira con von Franz para mantener alejado a Thomas. Thomas, von Franz y Sievers van a la mansión Grünewald, donde matan accidentalmente a Knock después de encontrarlo durmiendo en el ataúd de Orlok. Al darse cuenta del engaño de von Franz, Thomas se apresura a regresar para salvar a Ellen mientras von Franz destruye la bóveda. Ellen convoca a Orlok a su dormitorio y se vuelve a comprometer con él, permitiéndole alimentarse de ella hasta el amanecer, cuando la luz del sol lo mata. Thomas regresa y sostiene la mano de Ellen mientras ella muere, mientras von Franz confirma que su sacrificio los ha liberado de la plaga de Nosferatu.

## Reparto
- Bill Skarsgård como el Conde Orlok / Nosferatu:[7] es un misterioso noble de Transilvania, un vampiro que se alimenta de la sangre de humanos vivos. Vive solo en un enorme castillo escondido entre los escarpados picos de los Cárpatos.
- Nicholas Hoult como Thomas Hutter:[8] un joven que trabaja como agente inmobiliario y vive en la ciudad alemana de Wisborg con su esposa Ellen.
- Lily-Rose Depp como Ellen Hutter:[9] la esposa de Thomas, descrita como una mujer pura y una esposa angelical.
- Aaron Taylor-Johnson como Friedrich Harding.[10]
- Emma Corrin como Anna Harding:[11] la confidente y mejor amiga de Ellen.
- Willem Dafoe como el profesor Albin Eberhart Von Franz.[12]
- Ralph Ineson como el Dr. Wilhelm Sievers.[13]
- Simon McBurney como Heer Knock.[14]
- Paul A. Maynard como Dockhand.[15]
- Stacy Thunes como la jefa de enfermeras.[16]
- Gregory Gudgeon como Hartmann.[17]

## Producción

### Antecedentes
En julio de 2015, la productora Studio 8, dirigida por Jeff Robinov, consiguió los derechos de una nueva versión del clásico del cine mudo Nosferatu, eine Symphonie des Grauens. Se suponía que Robert Eggers escribiría el guion y dirigiría la película de terror y, después de la película THE VVITCH (2015), volvería a trabajar con los productores Jay Van Hoy y Lars Knudsen.
En noviembre de 2016, Eggers expresó su sorpresa de que la nueva versión de Nosferatu fuera su segunda película y dijo: «Se siente feo, blasfemo y ególatra». «Y es repugnante que un cineasta en mi lugar haga Nosferatu a continuación. Realmente estaba planeando esperar un poco, pero así fue como se desencadenó el destino».
En agosto de 2017, Chris Columbus y Eleanor Columbus se unieron al proyecto cinematográfico como productores. Dos años más tarde, el director Eggers expresó su preocupación sobre si la adaptación cinematográfica realmente se haría a pesar de sus mejores esfuerzos.
Durante una entrevista con Den of Geek sobre el lanzamiento de la película The Lighthouse en 2019, Robert Eggers reveló que aunque había dedicado mucho tiempo adaptar el guion de la icónica película de terror al siglo XXI, no sabía cuándo ni si sucedería. A pesar de eso, Eggers dijo: «Mira, pasé tantos años y tanto tiempo, tanta sangre en ello, sí, sería una verdadera lástima si nunca sucediera». Según sus propias declaraciones, el cineasta ya estaba entusiasmado con la película clásica en su juventud y cuando tenía 17 años realizó una adaptación teatral de la escuela secundaria. Finalmente pospuso la realización de Nosferatu en favor de la película histórica The Northman (2022).
Después de que Focus Features consiguiera los derechos de distribución de la película en 2022, Robert Eggers declaró Nosferatu como su próximo proyecto cinematográfico.  
Nosferatu ha sido un proyecto difícil lleno de desafíos para Eggers, quien incluso durante una entrevista con IndieWire, reveló sus miedos al tocar esta obra maestra, pues se le preguntó cuándo podrían ver terminado su remake y bromeó que el fantasma del director original, F.W. Murnau, le estaba impidiendo rodar la película.
Después de Nosferatu: Phantom der Nacht (1979), es la segunda adaptación de la película expresionista alemana Nosferatu, eine Symphonie des Grauens (1922) escrita por Henrik Galeen. 

### Guion
La película es una nueva versión o reimaginación del mito de Nosferatu, que sigue a las realizadas por Murnau en 1922 con guion de Henrik Galeen y por Werner Herzog en 1979. En realidad, Nosferatu nació porque Murnau y sus productores decidieron hacer una película sobre Drácula pero sin contar con la novela de Bram Stoker para no pagar derechos de autor. Los productores por tanto, cambiaron algunos detalles pequeños para evitar tener problemas con los poseedores de los derechos de autor. La película estaba basada libremente en el libro, pero los nombres de los personajes se renombraron. La versión esta ambientada en el siglo XIX en Alemania y parte de la misma base que el Drácula de Stoker. Tras el estreno de la película, se presentó una demanda contra los productores de Nosferatu que resultó en una orden de destrucción de todas las copias de la película, pero algunas copias sobrevivieron y fueron restauradas tras la muerte de la viuda de Stoker y la consiguiente expiración de los derechos de autor.
«El vampirismo y Drácula son cosas en las que he estado pensando y analizando durante mucho tiempo», dijo Eggers. «Había leído a Montague Summers cuando era adolescente, y a muchos otros autores de la tradición de vampiros, pero creo que, hasta que me propuse hacer Nosferatu, todavía estaba demasiado contaminado por los tropos cinematográficos. Y entonces, estás infundiendo cosas que estás leyendo con tropos cinematográficos que no existen. Al hacer la investigación para escribir este guion, necesitaba ser disciplinado para olvidar lo que sabía. Y luego, comienzas a mirar los primeros relatos de vampiros, y dices, 'Ni siquiera están bebiendo sangre, solo están estrangulando a la gente, o asfixiando a la gente, o follándola hasta la muerte.' Y eso fue verdaderamente interesante». El personaje de Orlok, al igual que su fuente Drácula, es una imitación de Vlad el Empalador como se cuenta en la leyenda. Inspirado por el hecho de que Orlok era un antiguo conde rumano, Eggers tomó la decisión de que en la película hablara en idioma dacio, lengua muerta que se hablaba en la antigua Dacia, que corresponde a la actual Rumanía. La película también contiene un guiño al clásico del cine mudo dirigido por Victor Sjöström, La carreta fantasma (1921). Eggers también exploró el trabajo del neurólogo francés Jean-Martin Charcot y sus hallazgos sobre la denominada histeria.
Eggers también afirmó que tres obras de Andrzej Żuławski fueron influencias en su película: Possession (1981), El diablo (1972), y La tercera parte de la noche (1971).
| Personaje en la película Nosferatu (2024) | Basado en el personaje de la novela Drácula |
| ----------------------------------------- | ------------------------------------------- |
| Conde Orlok                               | Conde Drácula                               |
| Thomas Hutter                             | Jonathan Harker                             |
| Ellen Hutter                              | Mina Harker                                 |
| Heer Knock                                | Renfield                                    |
| Profesor Albin Eberhart Von Franz         | Abraham Van Helsing                         |
| Anna Harding                              | Lucy Westenra                               |
| Friedrich Harding                         | Arthur Holmwood                             |
| Dr. Wilhelm Sievers                       | John Seward                                 |

### Casting
El casting estuvo a cargo de la directora de reparto Kharmel Cochrane. En agosto de 2017, la actriz Anya Taylor-Joy fue contratada para la película, pero en 2020, se le preguntó a Eggers si él y Anya Taylor-Joy todavía se comunicaban sobre el proyecto, diciendo: «Definitivamente hablamos de ello, y no sé por qué ha sido tan difícil hacer que suceda». En marzo de 2022, se reveló que el cantante británico Harry Styles estuvo brevemente asignado al papel de Friedrich Harding en la película, pero finalmente lo abandonó.
El 30 de septiembre de 2022, se anunció que el actor sueco Bill Skarsgård protagonizaría el papel principal de Nosferatu, el Conde Orlok, a quien Eggers ya había tenido en mente para la adaptación cinematográfica años antes. En preparación para el papel, el actor sueco perdió «enorme» peso y trabajó con un entrenador de ópera para profundizar su voz en una octava. Skarsgård anteriormente interpretó a un hambriento Nosferatu adolescente en el cortometraje Pigan Brinner! (2008). Tras finalizar el rodaje, Skarsgård dijo: «Fue como conjurar el mal puro. Me llevó un tiempo deshacerme del demonio que se había conjurado dentro de mí».
La incorporación de la actriz francesa Lily-Rose Depp, como reemplazo de Anya Taylor-Joy, también se anunció el 30 de septiembre de 2022.
El actor británico Nicholas Hoult confirmó el 10 de octubre de 2022, que se unió al elenco tras varias negociaciones, para interpretar al deuteragonista Thomas Hutter. Según Eggers, Hoult fue elegido «por su versatilidad y profundidad en roles anteriores [...] y ha demostrado su capacidad para adaptarse a una amplia gama de personajes que te sumerge en un universo gótico [...] donde su interpretación es una mezcla de elegancia y oscuridad en una actuación que fusiona lo clásico con lo contemporáneo».
En enero de 2023, el elenco se amplió para incluir al actor estadounidense Willem Dafoe interpretando al Profesor Albin Eberhart Von Franz, quien trabaja con el director Robert Eggers por tercera vez después de The Lighthouse y The Northman y que anteriormente, trabajó en la película Shadow of the Vampire (2000) interpretando al Conde Orlok / Max Schreck. Según dijo Eggers; «Willem está dispuesto a cualquier cosa y se cortará el brazo para la escena».
La actriz Emma Corrin se uniría al elenco en el mes de febrero de 2023.
Se reveló que los actores británicos Aaron Taylor-Johnson, Simon McBurney y Ralph Ineson se incorporaban al elenco, durante el inicio de la producción en marzo de 2023.

### Diseño
Ambientada en el siglo XIX en Alemania y —a diferencia de la película original— la nueva versión se filmó en color, pero pretende recordar visualmente el estilo del romanticismo con ambientes sombríos y cargados de simbolismo.
El diseño de vestuario estará a cargo de Linda Muir, con quién Eggers ya trabajó en The Northman.

### Rodaje
La fotografía principal comenzó el 20 de febrero de 2023 en los Barrandov Studios de Praga, República Checa, con Jarin Blaschke como director de fotografía.

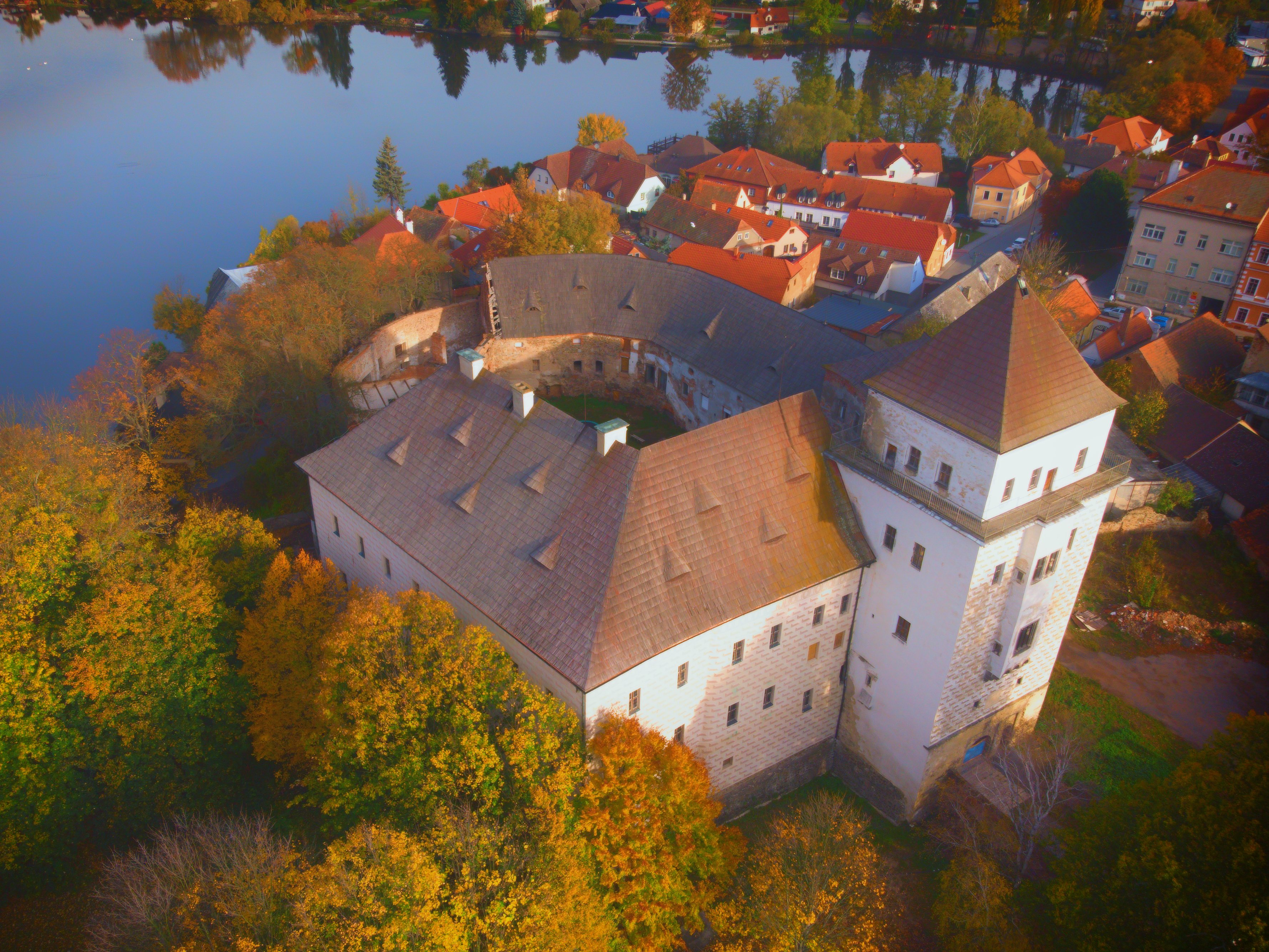
El Castillo de Rožmitál del en Rožmitál pod Třemšínem, República Checa.

Los lugares más emblemáticos de la película incluyen, los exteriores del Castillo de Hunyad, ubicado en Transilvania, Rumanía,  el interior del Castillo de Pernštejn en República Checa, el complejo barroco Invalidovna de Praga  y el casco antiguo y su castillo local de Rožmitál pod Třemšínem, en República Checa. Otros lugares de rodaje incluyeron Toronto  y algunos edificios de la ciudad alemana de Lübeck, que recrean la ciudad fictia de Wisborg. Se destaca que un siglo antes, Lubeck ya sirvió como escenario para la película de Nosferatu, eine Symphonie des Grauens.
Queríamos rodar Transilvania en Transilvania, pero al final no fue económicamente viable. Rodamos algunos planos para los fondos. La mayor parte de Transilvania en la película es la República Checa, pero los paisajes más épicos son de verdad en Transilvania, incluido el castillo. Robert Eggers.
También se filma a bordo de una goleta en mar abierto, donde Eggers trabajó en condiciones climáticas difíciles con marineros exclusivamente rusos.

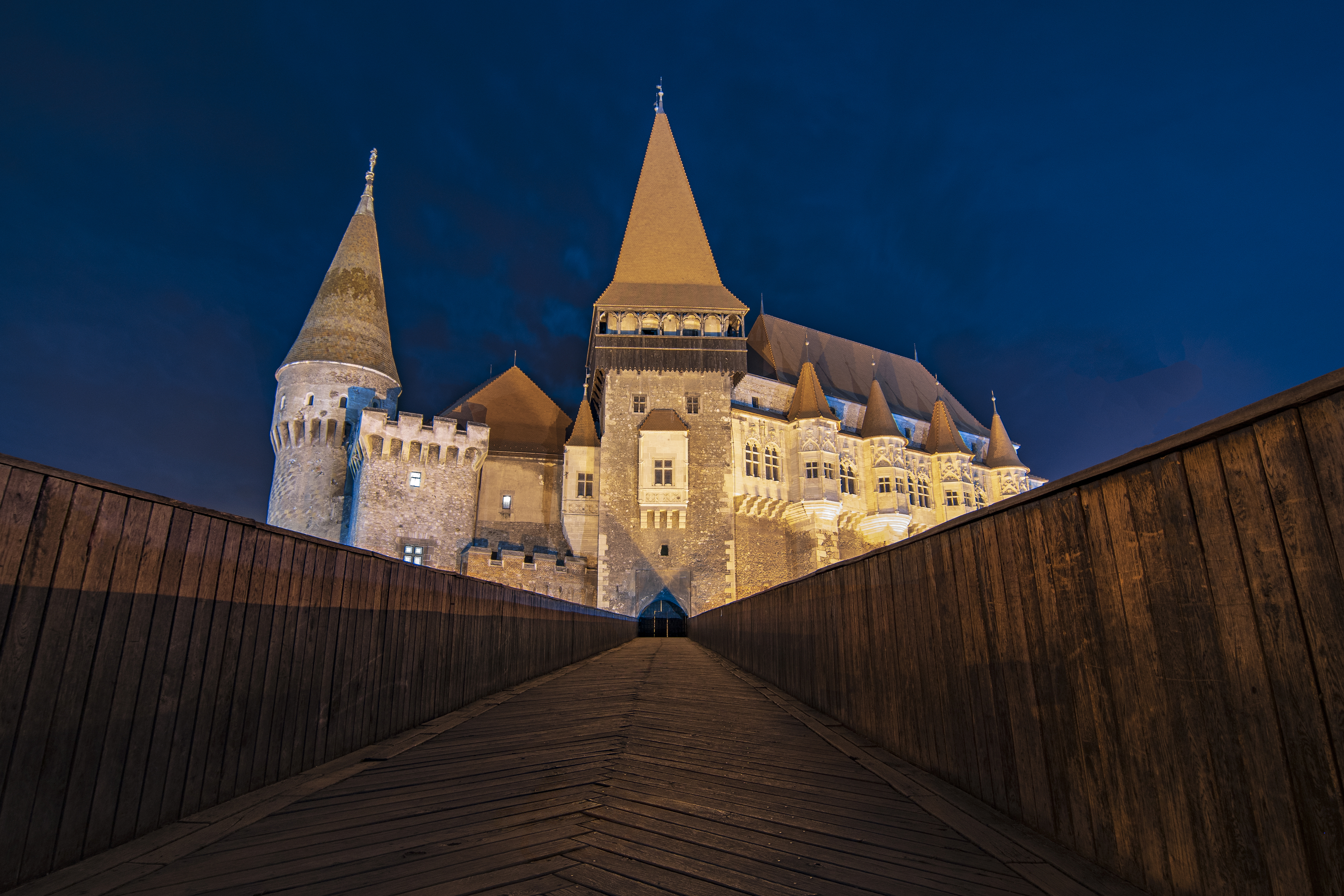
El Castillo de Hunyad (también conocido como Corvin Castle), en la región de Transilvania, Rumania.

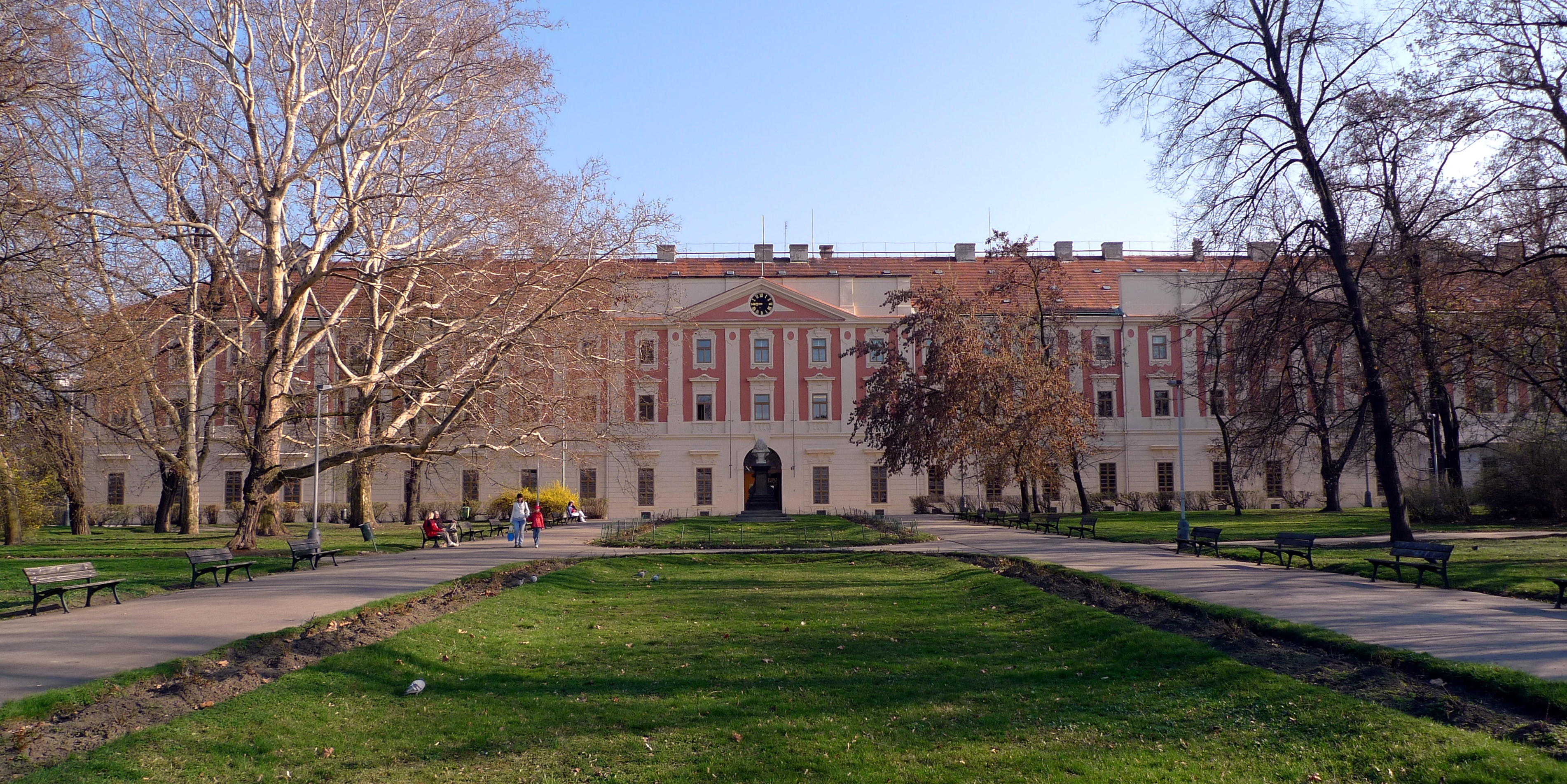
Invalidovna, Praga.

Para el rodaje se utilizaron un total de más de 2000 ratas en una «épica» escena con Willem Dafoe, afirma Eggers.
El rodaje concluyó oficialmente en los Barrandov Studios de Praga, el 19 de mayo de 2023, tras un rodaje de tres meses. Según The Prague Reporter, los miembros del equipo local afirman que consideraron la producción un «rodaje complejo y poco convencional», pero que estaban «orgullosos de ser parte de él».

### Posproducción
La británica Louise Ford es la encargada de la edición del montaje y los efectos especiales de la película.
Las primeras proyecciones de prueba tuvieron lugar a mediados de septiembre de 2023, antes de que se publicaran las primeras imágenes de la película dos meses después.

## Banda sonora original
A cargo de la banda sonora está el compositor de cine y productor musical británico-irlandés Robin Carolan. Corolan debutó en 2022 como compositor de películas trabajando con Robert Eggers en The Northman y en Nosferatu se ha alejado intencionadamente de la típica banda sonora de terror, centrándose en capturar los elementos melancólicos y trágicos de la historia.
Las inspiraciones de Carolan para la banda sonora fueron las obras de Béla Bartók y Coil, mientras que películas como The Innocents, Angels and Insects y Eyes Wide Shut le proporcionaron inspiración cinematográfica y encontró una profunda conexión con la música de la película ucraniana The Eve of Ivan Kupalo, que ayudó a dar forma al tono sobrenatural de la banda sonora.
Al mando como director de orquesta está el británico Daniel Pioro. La banda sonora presenta una vasta orquestación, que incluye 60 músicos de cuerda, un coro completo, varios instrumentos de viento y trompa, un arpista y dos percusionistas. A pesar de la orquestación, una de las piezas más desafiantes fue la caja de música utilizada al principio de la película. Letty Stott contribuyó con trompetas y flautas antiguas, lo que mejoró la atmósfera inquietante de la banda sonora. Además, el percusionista Paul Clarvis construyó a medida un instrumento similar a una toaca para agregar autenticidad. Carolan y Eggers lucharon por perfeccionar su sonido, un proceso marcado por su meticulosa atención al detalle, que Carolan describe como «casi telepática».
| Lista de canciones |                     |          |  |
| N.º                | Título              | Duración |  |
| 1.                 | «Once Upon a Time»  |          |  |
| 2.                 | «Come to Me»        |          |  |
| 3.                 | «Premonition»       |          |  |
| 4.                 | «Herr Knock»        |          |  |
| 5.                 | «Ellen’s Dream»     |          |  |
| 6.                 | «Incantation»       |          |  |
| 7.                 | «Goodbye»           | 1:14     |  |
| 8.                 | «The Inn / Moroi»   |          |  |
| 9.                 | «Shrine»            |          |  |
| 10.                | «A Carriage Awaits» |          |  |
| 11.                | «Come by the Fire»  |          |  |
| 12.                | «Destiny»           |          |  |
| 13.                | «The Castle»        |          |  |

| Lista de canciones |                         |          |  |
| N.º                | Título                  | Duración |  |
| 1.                 | «Covenant»              |          |  |
| 2.                 | «The Crypt»             |          |  |
| 3.                 | «Lost»                  |          |  |
| 4.                 | «Hysterical Spell»      |          |  |
| 5.                 | «Devourance»            |          |  |
| 6.                 | «The Monastery»         |          |  |
| 7.                 | «Solomonar»             |          |  |
| 8.                 | «Increase thy Thunders» | 1:10     |  |
| 9.                 | «The Professor»         |          |  |
| 10.                | «Dreams Grow Darker»    |          |  |

| Lista de canciones |                        |          |  |
| N.º                | Título                 | Duración |  |
| 1.                 | «Possession»           |          |  |
| 2.                 | «An Arrival»           |          |  |
| 3.                 | «A Return»             |          |  |
| 4.                 | «Grünewald»            |          |  |
| 5.                 | «Despair in my Coming» |          |  |
| 6.                 | «A Curious Mark»       |          |  |
| 7.                 | «Orlok's Shadow»       |          |  |
| 8.                 | «The Vampyr»           |          |  |
| 9.                 | «The First Night»      |          |  |
| 10.                | «Death, All Around Us» |          |  |
| 11.                | «I Know Him»           |          |  |

| Lista de canciones |                          |          |  |
| N.º                | Título                   | Duración |  |
| 1.                 | «The Second Night»       |          |  |
| 2.                 | «These Nightmares Exist» |          |  |
| 3.                 | «A Priestess of Isis»    |          |  |
| 4.                 | «Last Goodbye»           |          |  |
| 5.                 | «Never Sleep Again»      |          |  |
| 6.                 | «The Third Night»        |          |  |
| 7.                 | «The Prince of Rats»     |          |  |
| 8.                 | «Daybreak»               |          |  |
| 9.                 | «Liliacs»                |          |  |

## Análisis del director
Eggers destaca la transformación física a la que Bill Skarsgård tuvo que someterse en busca de una personificación única y reconocible más allá de los efectos digitales. Skarsgård perdió una cantidad significativa de peso y trabajó con un cantante de ópera para disminuir su rango vocal, y pasaba hasta seis horas al día aplicándose maquillaje protésico.
Está tan transformado en todos los aspectos que no se si la gente le dará el crédito. Tu puedes ver a Bill como Pennywise pese al maquillaje en IT. Sin embargo aquí no puedes detectar ningún Bill [...] Creo que la gente va a pensar que lo hemos tratado digitalmente, pero esa es su actuación. Robert Eggers.
Eggers afirma que el enfoque sobre Ellen Hutter es mucho más pronunciado, diferenciándose de las adaptaciones previas.
Eggers señala que la interpretación que Nicholas Hoult aporta a su personaje añade «una nueva capa de terror a esta historia clásica» haciendo que dichas escenas destaquen y siendo el conductor de las escenas más aterradoras mediante una presencia inquietante. Eggers afirma que Hoult tiene «su propia escena transformacional», que crean un momento visualmente impactante y perturbador y que «su actuación cautiva y aterroriza». «En muchos sentidos, él es [Hoult] la damisela en apuros de esta historia» comenta Eggers.

## Estreno

### Mercadotecnia
Focus Features distribuye la película en los EE. UU. y United International Pictures se encarga de la distribución internacional. Nombrada una de las películas más esperadas del año por el periódico americano Los Angeles Times y por el periódico británico The Guardian.

United International Pictures es una empresa conjunta de Paramount Pictures y Universal Pictures que distribuye fuera de los Estados Unidos y Canadá.

La campaña de marketing de la película comenzó en noviembre de 2023, cuando se lanzaron algunas imágenes de los protagonistas. En la CinemaCon de Las Vegas, en abril de 2024, se mostraron las primeras imágenes de la película. El 24 de junio de 2024, se lanzó el primer tráiler de la película, con una duración de 1 minuto y 40 segundos. El 19 de septiembre de 2024, Universal Pictures lanzó el primer póster oficial. El 30 de septiembre de 2024, se lanzó el segundo tráiler de la película, con una duración de 2 minutos y 24 segundos.

### Fecha de estreno
Se estrenó en cines en los Estados Unidos el 25 de diciembre de 2024.
| País            | Fecha                   |
| --------------- | ----------------------- |
| Canadá          | 25 de diciembre de 2024 |
| España          | 25 de diciembre de 2024 |
| Estados Unidos  | 25 de diciembre de 2024 |
| Australia       | 1 de enero de 2025      |
| Eslovaquia      | 2 de enero de 2025      |
| Chile           | 2 de enero de 2025      |
| República Checa | 2 de enero de 2025      |
| Suecia          | 3 de enero de 2025      |
| Turquía         | 3 de enero de 2025      |

## Recepción
Nosferatu recibió reseñas generalmente positivas de parte de la crítica y de la audiencia. En el sitio web agregador de reseñas Rotten Tomatoes, la película posee una aprobación de 84%, basada en 350 reseñas, con una calificación de 7.9/10 y un consenso crítico que dice "Maravillosamente orquestada por el director Robert Eggers, Nosferatu es un monstruo de película de terror que es a partes iguales repulsiva y seductora". De parte de la audiencia tiene una aprobación de 69%, basada en más de 10 000 votos, con una calificación de 3.7/5.
El sitio web Metacritic le dio a la película una puntuación de 78 de 100, basada en 59 reseñas, indicando "reseñas generalmente favorables". Las audiencias encuestadas por CinemaScore le otorgaron a la película una "B-" en una escala de A+ a F, mientras que en el sitio IMDb los usuarios le asignaron una calificación de 7.3/10, sobre la base de más de 162 000 votos. En la página web FilmAffinity la cinta tiene una calificación de 6.8/10, basada en 15 713 votos.